# Værker af Wolfgang Amadeus Mozart
Wolfgang Amadeus Mozart var produktiv og skrev i mange genrer. De mest kendte værker er skrevet indenfor opera, klaverkoncerter og sonater, symfoni, og strygekvartetter og strygekvintetter. Mozart skrev desuden mange soloværker for piano, andre former for kammermusik, messer og anden kirkemusik, flere danse, divertimenti, og andre former for let underholdningsmusik ud fra datidens begreber. 

## Katalogisering
- Forkortelsen "K." eller "KV" viser til «Köchel-Verzeichnis», som er et mere eller mindre kronologisk katalog over Mozarts værker bygget op af Ludwig von Köchel. Bemærk, at kataloget er blevet ændret flere gange, hvilket har ført til, at flere værker har fået samme KV-nummer.
- Mozarts kompositioner i listen under er sorterede tematisk, altså efter hvilken type komposition, det er. Ikke alle tematiske grupper af Mozarts værker har fået et generelt accepteret nummer. Köchel nummererede for eksempel kun symfonierne (1 til 41), klaverkoncerterne (1 til 27, uden at medtage nogen tidlige transskriptioner af Mozart) og et par andre grupper. Det meste af kammermusikken og vokalmusikken har ingen tilsvarende nummerering (eller i det mindste ikke en accepteret en).
- Relativt få af Mozarts kompositioner har opusnummer, da mange af kompositionerne ikke blev offentliggjorte, mens han levede, så opusnumrene er ganske upraktiske at benytte for hans kompositioner.

## Symfonier
Mozart skrev symfonier over en periode på 24 år, fra 1764 til 1788. Ifølge nyere forskning skrev Mozart ikke bare de 41 symfonier, som man ofte ser i traditionelle katalogudgaver, men op mod 68 komplette værker.[kilde mangler] Den originale nummerering har stået uændret således, at den sidst kendte symfoni hedder «Nr. 41». Enkelte af symfonierne (K. 297, 385, 550) blev ændret af komponisten efter de første versioner. 

### Barnesymfonier (1764–1771)
Der er flere nummererede symfonier fra Mozarts tidlige barndom: 
- Symfoni nr. 1 i Es-dur, K. 16
- Symfoni nr. 2 i H-dur, K. 17 (tvivlsom, tilskrevet Leopold Mozart)
- Symfoni nr. 3 i Es-dur, K. 18 (tvivlsom, af Karl Friedrich Abel)
- Symfoni nr. 4 i D-dur, K. 19
- Symfoni nr. 5 i H-dur, K. 22
- Symfoni nr. 6 i F-dur, K. 43
- Symfoni nr. 7 i D-dur, K. 45
- Symfoni nr. 8 i D-dur, K. 48
- Symfoni nr. 9 i C-dur, K. 73
- Symfoni nr. 10 i G-dur, K. 74
- Symfoni nr. 11 i D-dur, K. 84
- Symfoni nr. 12 i G-dur, K. 110
- Symfoni nr. 13 i F-dur, K. 112

Der er endvidere flere unummererede symfonier fra denne periode: 
- Symfoni i F-dur, K. Anh. 223 (19a)
- Symfoni i G-dur, "Old Lambach", K. Anh. 221 (45a)
- Symfoni i F-dur, K. 76 (42a)
- Symfoni i H-dur, K. Anh. 214 (45b)
- Symfoni i D-dur, K. 81 (73l)
- Symfoni i D-dur, K. 97 (73m)
- Symfoni i D-dur, K. 95 (73n)
- Symfoni i H-dur, K. Anh. 216 (C11.03)
- Symfoni i C-dur, K. 96

### Symfonier fra Salzburg-tiden (1771–1781)
Disse symfonier bliver undertiden underkatagoriseret som «Tidlig» (1771–1773) og «Sen» (1773–1775), og undertiden som «germanske» (med menuet) eller «italienske» (uden menuet). Ingen af disse blev offentliggjort, mens Mozart levede. 
Selv om de ikke bliver regnet som «symfonier», bliver de tre Divertimenti K. 136–138, i 3-satsa italienske overturestil stundom regnet med blandt Salzburg-symfonierne.
- Symfoni nr. 14 i A-dur, K. 114 (1771)
- Symfoni nr. 15 i G-dur, K. 124 (1772)
- Symfoni nr. 16 i C-dur, K. 128 (1772)
- Symfoni nr. 17 i G-dur, K. 129 (1772)
- Symfoni nr. 18 i F-dur, K. 130 (1772)
- Symfoni nr. 19 i Ess-dur, K. 132 (1772)
- Symfoni nr. 20 i D-dur, K. 133 (1772)
- Symfoni nr. 21 i A-dur, K. 134 (1772)
- Symfoni nr. 22 i C-dur, K. 162 (1773)
- Symfoni nr. 23 i D-dur, K. 181 (1773)
- Symfoni nr. 24 i H-dur, K. 182 (1773)
- Symfoni nr. 25 i G-mol, K. 183 (173d B) (1773)
- Symfoni nr. 26 i Es-dur, K. 184 (1773)
- Symfoni nr. 27 i G-dur, K. 199 (1773)
- Symfoni nr. 28 i C-dur, K. 200 (1774)
- Symfoni nr. 29 i A-dur, K. 201 (1774)
- Symfoni nr. 30 i D-dur, K. 202 (1774)

### Senere symfonier (1781–1791)
- Symfoni nr. 31 i D-dur, "Paris", K. 297 (K. 300a) (1778)
- Symfoni nr. 32 i G-dur, "Overture i italiensk stil", K. 318 (1779)
- Symfoni nr. 33 i H-dur, K. 319 (1779)
- Symfoni nr. 34 i C-dur, K. 338 (1780)
- Symfoni nr. 35 i D-dur, "Haffner", K. 385 (1782)
- Symfoni nr. 36 i C-dur, "Linz", K. 425 (1783)
- Symfoni nr. 37 i G-dur, K. 444 (1783)
I flere år blev denne kategoriserede som en Mozart-symfoni, men senere har man fundet ud af at den faktisk blev skrevet af Michael Haydn, og at Mozart bare skrev en langsom introduktion til den.
- Symfoni nr. 38 i D-dur, "Prague", K. 504 (1786)

De tre sidste symfonier blev skrevet i løbet af tre måneder i 1788. Det er sandsynligt, at han håbede å få publiceret disse tre værker sammen som et enkelt opus, men de blev ikke offentliggjort før efter hans død. En eller to af dem kan være blevet fremført i Leipzig i 1789. 
- Symfoni nr. 39 i Es-dur, K. 543 (1788)
- Symfoni nr. 40 i G-mol, K. 550 (1788)
- Symfoni nr. 41 i C-dur, "Jupiter", K. 551 (1788)

## Solokoncerter

### Klaverkoncerter
Mozarts solokoncerter for piano og orkester er nummererede fra 1 til 27. De første fire nummererede koncerter er tidlige værker. Satserne i disse koncerter er arrangementer af klaversonater af forskellige samtidige komponister (Raupach, Honauer, Schobert, Eckart, C. P. E. Bach). Solokoncerterne 7 og 10 er kompositioner for tre og to piano. De 21 andre er originale kompositioner for piano og orkester. Af disse blev femten skrevet i årene 1782 til 1786, mens han de sidste fem år kun skrev to klaverkoncerter.
- Klaverkoncert nr. 1 i F-dur, K. 37
- Klaverkoncert nr. 2 i H-dur, K. 39
- Klaverkoncert nr. 3 i D-dur, K. 40
- Klaverkoncert nr. 4 i G-dur, K. 41
- Klaverkoncert nr. 5 i D-dur, K. 175
- Klaverkoncert nr. 6 i H-dur, K. 238
- Klaverkoncert nr. 7 i F-dur for tre piano, K. 242
- Klaverkoncert nr. 8 i C-dur, "Lützow", K. 246
- Klaverkoncert nr. 9 i Es-dur, "Jeunehomme", K. 271
- Klaverkoncert nr. 10 i Es-dur for to piano, K. 365
- Klaverkoncert nr. 11 i F-dur, K. 413/387a
- Klaverkoncert nr. 12 i A-dur, K. 414/385p
- Klaverkoncert nr. 13 i C-dur, K. 415/387b
- Klaverkoncert nr. 14 i Es-dur, K. 449
- Klaverkoncert nr. 15 i H-dur, K. 450
- Klaverkoncert nr. 16 i D-dur, K. 451
- Klaverkoncert nr. 17 i G-dur, K. 453
- Klaverkoncert nr. 18 i H-dur, K. 456
- Klaverkoncert nr. 19 i F-dur, K. 459
- Klaverkoncert nr. 20 i D-mol, K. 466
- Klaverkoncert nr. 21 i C-dur, K. 467
- Klaverkoncert nr. 22 i Es-dur, K. 482
- Klaverkoncert nr. 23 i A-dur, K. 488
- Klaverkoncert nr. 24 i C-mol, K. 491
- Klaverkoncert nr. 25 i C-dur, K. 503
- Klaverkoncert nr. 26 i D-dur, "Coronation", K. 537
- Klaverkoncert nr. 27 i H-dur, K. 595

- Rondo for klaver og orkester i D-dur, K. 382
- Rondo for klaver og orkester i A-dur, K. 386

### Violinkoncerter
Mozarts fem violinkoncerter blev skrevet i Salzburg rundt 1775. De er kendte for de smukke melodier og kunstfærdige brug af udtryksfulde og tekniske karakteristikker for instrumentet, men Mozart gik antagelig aldrig gennem alle mulighederne man har på violin således, som andre efter ham gjorde (eksempelvis Beethoven og Brahms). 
- Violinkoncert nr. 1 i H-dur, K. 207 (1775)
- Violinkoncert nr. 2 i D-dur, K. 211 (1775)
- Violinkoncert nr. 3 i G-dur, K. 216 (1775)
- Violinkoncert nr. 4 i D-dur, K. 218 (1775)
- Violinkoncert nr. 5 i A-dur, K. 219 (1775)

Mozart skrev også en adagio og to rondoer for violin og orkester.
- Adagio for violin og orkester i E-dur, K. 261 (1776)
- Rondo for violin og orkester i H-dur, K. 269
- Rondo for violin og orkester i C-dur, K. 373

Desuden findes der to værker, som er tvivlsomt tilskrevet Mozart. 
- Violinkoncert i Ess-dur , K. 268 (1780) (tilskrevet Johann Friedrich Eck)[1]
- Violinkoncert i D-dur, "Kolb", K. 271a ("No. 7") (1777)

### Hornkoncerter
Mozarts fire hornkoncerter er af de mest spillede hornkoncerter, som findes. De blev skrevet for Mozarts gode ven, Joseph Leutgeb. Koncerterne (særlig den fjerde) blev skrevet for, at solisten virkelig skulle kunne slå sig løs på instrumentet og vise hvor dygtig, han var. 
Hornkoncerterne kendetegnes af en elegant og humoristisk dialog mellem solisten og orkesteret. 
- Hornkoncert nr. 1 i D-dur, K. 412 (1791)
- Hornkoncert nr. 2 i Es-dur, K. 417 (1783)
- Hornkoncert nr. 3 i Es-dur, K. 447 (c. 1784–87)
- Hornkoncert nr. 4 i Es-dur, K. 495 (1786)

### Koncerter for blæseinstrument
- Fagotkoncert i H-dur, K. 191 (1774)
- Koncert for fløjte, harpe og orkester i C-dur, K. 299 (1778)
- Obokoncert i C-dur, K. 314 (1777–78)
- Koncert for klarinet og orkester i A-dur, K. 622 (1791)
- Fløjtekoncert nr. 1 i G-dur, K. 313 (1778)
- Fløjtekoncert nr. 2 i D-dur, K. 314 (1778) (Et arrangement af obokoncerten).
- Andante for fløjte og orkester i C-dur, K. 315 (1778)

### Concertante-symfonier
- Sinfonia Concertante for violin, bratsch og orkester K. 364 i Es-dur (1779)
- Sinfonia Concertante for obo, klarinet, horn og fagot K. 297b i Es-dur Anh. 9 og senere Anh. C 14.01 (1778)

### Andre
- Trompetkoncert, K. 47c (tabt)
- Cellokoncert, K.206a (1775, tabt)

## Pianomusik
Mozarts tidligere kompositioner var pianosonater og andre pianostykker, eftersom det var på dette instrumentet han fik sin første musikalske oplæring. Næsten alt, han skrev for piano, var ment for ham selv (eller søsteren, som også var dygtig på piano). Eksempler på hans tidligste værker findes i Nannerl's Music Book.
Mellem 1782 og 1786 skrev han 20 værker for solopiano (blandt andet sonater, variationer, fantasier, suiter, fuger, rondo) og værker for fire hænder eller to piano. 

### Pianoduetter

#### Piano for fire hænder
- Klaversonate for fire hænder i C-dur, K. 19d (London, maj 1765)
- Klaversonate for fire hænder i D-dur, K. 381 / 123a
- Klaversonate for fire hænder i H-dur, K. 358 / 186c
- Klaversonate for fire hænder i F-dur, K. 497
- Klaversonate for fire hænder i C-dur, K. 521
- Klaversonate for fire hænder i G-dur, K. 357 (ufærdig)
- Fuga i G-mol, K. 401
- Andante og variationer i G-dur, K. 501
- Adagio og allegro (Fantasi) i F-mol, K. 594 (orgel, transskription af komponisten)
- Fantasi i F-mol, K. 608 (orgel, transskription af komponisten)

#### To piano
- Sonate for to piano i D-dur, K. 448 / 375a
- Fuga for to piano i C-mol, K. 426

## Kammermusik

### Violinmusik
Han skrev også for piano og violin. Bemærk rækkefølgen, som instrumenterne er nævnt i, for hovedsagelig er dette klaverdominerede sonater, hvor violinen mere er et akkompagnement. I senere år fik violinen en vigtigere rolle. 

#### Violinsonater fra barndommen (1763–66)
- Violinsonater KV 6–9
  - Sonate i C for klaver og violin, K. 6
  - Sonate i D for klaver og violin, K. 7
  - Sonate i H for klaver og violin, K. 8
  - Sonate i G for klaver og violin, K. 9
- Fiolinsonater, KV 10–15
  - Sonate i H for klaver og violin (eller fløjte), K. 10
  - Sonate i G for klaver og violin (eller fløjte), K. 11
  - Sonate i A for klaver og violin (eller fløjte), K. 12
  - Sonate i F for klaver og violin (eller fløjte), K. 13
  - Sonate i C for klaver og violin (eller fløjte), K. 14
  - Sonate i H for klaver og violin (eller fløjte), K. 15
- Violinsonater, KV 26–31
  - Sonate i Es for klaver og violin, K. 26
  - Sonate i G for klaver og violin, K. 27
  - Sonate i C for klaver og violin, K. 28
  - Sonate i D for klaver og violin, K. 29
  - Sonate i F for klaver og violin, K. 30
  - Sonate i H for klaver og violin, K. 31

#### Senere violinsonater (1778–88)
- Violinsonate nr. 17 i C-dur, K. 296
- Violinsonate nr. 18 i G-dur, K. 301
- Violinsonate nr. 19 i Es-dur, K. 302
- Violinsonate nr. 20 i C-dur, K. 303
- Violinsonate nr. 21 i E-mol, K. 304
- Violinsonate nr. 22 i A-dur, K. 305
- Violinsonate nr. 23 i D-dur, K. 306
- Violinsonate nr. 24 i F-dur, K. 376
- Violinsonate nr. 25 i F-dur, K. 377
- Violinsonate nr. 26 i H-dur, K. 378
- Violinsonate nr. 27 i G-dur, K. 379
- Violinsonate nr. 28 i Es-dur, K. 380
- Violinsonate nr. 29 i A-dur, K. 402 (fragment, fuldført af M. Stadler)
- Violinsonate nr. 30 i C-dur, K. 403 (fragment, fuldført af M. Stadler)
- Violinsonate nr. 31 i C-dur, K. 404 (fragment)
- Violinsonate nr. 32 i H-dur, K. 454
- Violinsonate nr. 33 i Es-dur, K. 481
- Violinsonate nr. 35 i A-dur, K. 526
- Violinsonate nr. 36 i F-dur, K. 547

#### Variationer for violin og piano
- Variationer i G-dur, «La bergere Celimene», K. 359
- 6 variationer i G-mol over «Helas, j'ai perdu mon amant», K. 360

#### Strygerduetter og trioer
- Duet for violin & bratsch i G-dur, K. 423 (1783)
- Duet for violin & bratsch i H-dur, K. 424 (1783)
- Trio for violin, bratsch & cello i Es-dur, K. 563 (1788)
- Trio for 2 violiner & cello i H-dur, K. 266
- Præludium og fuger for violin, bratsch & cello, K. 404a

### Strygekvartetter
- Strygekvartet nr. 1 i G-dur, «Lodi», K. 80/73f (1770)
- Milanokvartetterne, K. 155–160 (1772–1773)

Denne cyklus, i tre satser, bliver regnet som forgængere for de senere strygekvartetterne
- Strygekvartet nr. 2 i D-dur, K. 155/134a (1772)
- Strygekvartet nr. 3 i G-dur, K. 156/134b (1772)
- Strygekvartet nr. 4 i C-dur, K. 157 (1772–73)
- Strygekvartet nr. 5 i F-dur, K. 158 (1772–73)
- Strygekvartet nr. 6 i H-dur, K. 159 (1773)
- Strygekvartet nr. 7 i Es-dur, K. 160/159a (1773)

- Wienerkvartetterne, K. 168–173 (1773)

Stilmæssigt mere udviklet. Man tror, at Mozart i Wien hørte op. 17 og op. 20 af Joseph Haydn, og at dette gjorde dybt indtryk på ham.
- Strygekvartet nr. 8 i F-dur, K. 168 (1773)
- Strygekvartet nr. 9 i A-dur, K. 169 (1773)
- Strygekvartet nr. 10 i C-dur, K. 170 (1773)
- Strygekvartet nr. 11 i Es-dur, K. 171 (1773)
- Strygekvartet nr. 12 i H-dur, K. 172 (1773)
- Strygekvartet nr. 13 i D-mol, K. 173 (1773)

- Haydnkvartetterne K. 387, 421, 428, 458, 464, 465, Opus 10 (1782-1785)

Mozart gik tilbage til kvartetten tidlig i 1780-årene, efter at han var flyttet til Wien, mødt Haydn og udviklet et venskab med den ældre komponist. Haydn havde netop offentliggjort Seks kvartetter Opus 33, som man tror, trak Mozart i samme retning. Disse kvartetter bliver ofte regnet som et højdepunkt i genren.
- Strygekvartet nr. 14 i G-dur, «Våren», K. 387 (1782)
- Strygekvartet nr. 15 i D-moll, K. 421/417b (1783)
- Strygekvartet nr. 16 i Ess-dur, K. 428/421b (1783)
- Strygekvartet nr. 17 i H-dur, «Jakt», K. 458 (1784)
- Strygekvartet nr. 18 i A-dur, K. 464 (1785)
- Strygekvartet nr. 19 i C-dur, «Dissonans», K. 465 (1785)

- Strygekvartet nr. 20 i D-dur, «Hoffmeister», K. 499 (1786)

Dette værk blev publiceret af, eventuelt dedikeret til Franz Anton Hoffmeister, foruden de prussiske kvartetter. Mozarts sidste tre kvartetter var dedikerede til kongen af Preussen Fredrik Vilhelm II.
- ''Preussiske'' kvartetter, K. 575, 589, 590 (1789–1790)

- Strygekvartet nr. 21 i D-dur, K. 575 (1789)
- Strygekvartet nr. 22 i H-dur, K. 589 (1790)
- Strygekvartet nr. 23 i F-dur, K. 590 (1790)

### Strygekvintetter
Strygekvintetterne (K. 174, 406, 515, 516, 593, 614), for to violiner, to bratscher og cello. Charles Rosen skrev at «generelt bliver Mozarts største øjeblik inden kammermusik regnet for at være strygekvintetterne med to bratscher»
- Strygekvintet nr. 1 i H-dur, K. 174
- Strygekvintet nr. 2 i C-mol, K. 406 (516b) – Dette er en transskription for strygekvintet af tidligere Serenade for hornoktet i C-mol, K. 388.
- Strygekvintet nr. 3 i C-dur, K. 515
- Strygekvintet nr. 4 i G-mol, K. 516
- Strygekvintet nr. 5 i D-dur, K. 593
- Strygekvintet nr. 6 i Es-dur, K. 614

### Pianotrioer
- Divertimento à 3 i H for piano, violin og violincello, K. 254
- Trio (Sonate) i G for piano, violin og violincello, K. 496
- Trio i H for piano, violin og violincello, K. 502
- Trio i E for piano, violin og violincello, K. 542
- Trio i C for piano, violin og violincello, K. 548
- Trio i G for piano, violin og violincello, K. 564

### Anden kammermusik
- Fløjtekvartetter (fløjte, violin, bratsch, cello) K. 285, 285a, 285b, 298 (1777–1778)
- Sonate for fagot og violincel i H-dur, K. 292
- Obokvartet (obo, violin, bratsch, cello) i F-dur, K. 370 (1781)
- hornkvintet i Ess, K. 407
- Kvintet for piano og horn (obo, klarinet, horn, fagot) K. 452 (1784)
- Pianokvartet nr. 1 i G-moll K. 478 (1785)
- 12 duetter — For to horn, K. 487 (fejlagtig publiceret som for basset)
- Pianokvartet nr. 2 i Es-dur K. 493 (1786)
- Trio for klarinet, bratsch og piano i Es-dur, "Kegelstatt", K. 498 (1786)
- Klarinetkvintet i A-dur, K. 581 (1789)
- Adagio og Rondo for glasharmonium, fløjte, obo, bratsch og cello, K6. 617 (1791)
- Adagio i C for glasharmonium, K6. 617a (1791)

## Serenader, divertimenti og anden instrumentalmusik
Produktionen af instrumentalmusik omfatter flere Divertimenti, notturni, serenader, cassations, marcher og danse, foruden symfonierne. Mozarts produktion for orkester er skrevet for strygeorkester (som den tidlige Divertimenti K. 136–138), samt for blæseinstrument og varierede kombinationer mellem de to. 

### Serenader
- Serenade nr. 1 i D-dur, K. 100
- Serenade nr. 3 i D-dur, «Antretter», K. 185
- Serenade nr. 4 i D-dur, «Colleredo» K. 203
- Serenade nr. 5 i D-dur, K. 204
- Serenade nr. 6 i D-dur, «Serenata Notturna», K. 239
- Serenade nr. 7 i D-dur, «Haffner», K. 250
- Notturno i D for Four Orchestras (Serenade nr. 8), K. 286 (1776–77)
- Serenade nr. 9 i D-dur, «Posthorn», K. 320
- Serenade nr. 10 for tolv horn og kontrabas i H-dur, «Gran Partita», K. 361
- Serenade nr. 11 for horn i Es-dur, K. 375
- Serenade nr. 12 for horn i C-mol, K. 388
- Serenade nr. 13 for strygekvartet & bass i G-dur, «Eine kleine Nachtmusik», K. 525

### Divertimenti
- Galimathias Musicum (Quodlibet), K. 32 (1766)
- Cassation i G, K. 63 (1769)
- Cassation i H, K. 99 (1769)
- Divertimento i Ess, K. 113 (1771)
- Divertimento i D, K. 131 (1772)
- Divertimenti, K. 136–138 (1772)
- Divertimento i D, K. 205 (1773)
- Divertimento i F, «Lodron», K. 247 (1776)
- Divertimento i D, K. 251 (1776)
- Divertimento i H, «Lodron», K. 287 (1777)
- Divertimento i D, K. 334 (1779–80)
- 25 Pieces (five divertimenti) for three basset horns, K. 439b (K. Anh. 229)
- Divertimento for two horns og Strykes, «A Musical Joke», (Ein Musikalischer Spaß), K. 522

### Marcher
- March i D-dur, K. 62 (introduksjon til K. 100 serenade, også benyttet i Mitridate, re di Ponto)
- March i D-dur, K. 189 (formentlig åbningen/afslutningen til K. 185 Serenade)
- March i C-dur, K. 214
- March i D-dur, K. 215 (for at åbne og/eller afslutte Serenade, K. 204)
- March i D-dur, K. 237 (for at åbne og/eller afslutte Serenade, K. 203)
- March i F-dur, K. 248 (til brug sammen med Divertimento, K. 247)
- March i D-dur, K. 249 (for at åbne og/eller afslutte Serenade, «Haffner», K. 250)
- March i D-dur, K. 290
- March i D-dur, K. 335, nr. 1 (formentlig for at åbne Serenade, «Posthorn», K. 320)
- March i D-dur, K. 335, nr. 2 (formentlig for at afslutte Serenade, «Posthorn», K. 320)
- March i C-dur, K. 408, nr. 1
- March i D-dur, K. 408, nr. 2
- March i C-dur, K. 408, nr. 3
- March i D-dur, K. 445 (til brug sammen med Divertimento, K. 334)

### Danse
Mozart skrev mange danse for orkester, blandt andet genrene minuetto (mere end 100), Kontradans og allemande (eller Teitsch, eller Laendler, eller tyske danse).
Mozarts produktion af menuetter følger generelt set Haydns eksempel, der den dansens langsomme karakter blev fulgt. Allemandene (56 i alt mellem 1787 og 1791) blev hovedsagelig skrevet for dansehallerne i Wien. Kontradans-værkerne blev hovedsagelig skrevet i Wien. 
- 6 menuetter, K. 61h
- 7 menuetter, K. 65a/61b
- 4 kontradanse, K. 101/250a
- 20 menuetter, K. 103
- 6 menuetter, K. 104/61e
- 6 menuetter, K. 105/61f
- Menuet i Ess, K. 122
- Kontradans i H, K. 123
- 6 menuetter, K. 164
- 16 menuetter, K. 176
- 4 kontradanse, K. 267/271c
- Gavotte i H, K. 300
- 3 menuetter, K. 363
- 5 menuetter, K. 461
- 6 kontradanse, K. 462/448b
- 2 quadrilles, K. 463/448c
- 6 tyske danse, K. 509
- Kontradans i D, «Das Donnerwetter», K. 534
- Kontradans i C, «La Bataille», K. 535
- 6 tyske danse, K. 536
- 6 tyske danse, K. 567
- 12 menuetter, K. 568
- 6 tyske danse, K. 571
- 12 menuetter, K. 585
- 12 tyske danse, K. 586
- Kontradans i C, «Der Sieg vom Helden Koburg», K. 587
- 6 menuetter, K. 599
- 6 tyske danse, K. 600
- 4 menuetter, K. 601
- 4 tyske danse, K. 602
- 2 kontradanse, K. 603
- 2 menuetter, K. 604
- 3 tyske danse, K. 605
- 6 tyske danse, K. 606
- 5 tyske danse, K. 609
- Kontradans i G, K. 610

## Kirkemusik
Mozarts kirkemusik er hovedsagelig vokal, men der findes også instrumentale eksempler som Sonata da Chiesa for to violiner, kontrabas og orgel, komponeret mellem 1767 og 1780.	 

### Messer
- Messe nr. 1 («Missa brevis») i G-dur, K. 49
- Messe nr. 2 («Missa brevis») i D-moll, K. 65
- Messe nr. 3 i C-dur, «Dominicusmesse», K. 66
- Messe nr. 4 («Missa solemnis») i C-moll, K. 139
- Messe nr. 5 («Missa brevis») i G-dur, K. 140
- Messe nr. 6 («Missa brevis») i F-dur, K. 192
- Messe nr. 7 i C-dur, «Missa i honorem Sanctissimae Trinitatis», K. 167
- Messe nr. 8 («Missa brevis») i D-dur, K. 194
- Messe nr. 9 («Missa brevis») i C-dur, «Spatzenmesse», K. 220
- Messe nr. 10 («Missa brevis») i C-dur, «Credo Mass», K. 257
- Messe nr. 11 i C-dur, «Spaurmesse» or «Piccolomissa», K. 258
- Messe nr. 12 («Missa brevis») i C-dur, «Orgelsolo», K. 259
- Messe nr. 13 («Missa longa») i C-dur, K. 262
- Messe nr. 14 («Missa brevis») i H-dur, K. 275
- Messe nr. 15 i C-dur, «Kroning», K. 317
- Messe nr. 16 («Missa solemnis») i C-dur, «Missa aulica», K. 337
- Messe nr. 17 i C-moll, «Den store», K. 427
- Rekviem i D-moll, K. 626 (gjort færdig af Franz Xaver Süßmayr efter Mozarts død)

### Anden kirkemusik
Af anden kirkemusik Mozart skrev kan nævnes: 
- God is Our Refuge, K. 20
- Scande Coeli Limina i C, K. 34
- Kyrie i D-mol for sopran, alto, tenor og bas, K. 90

Tre sættinger af Marian antiphon Regina coeli:
- Regina Coeli for sopran, kor og orkester, K. 108
- Regina Coeli for sopran, kor og orkester, K. 127
- Regina Coeli for solistar, kor og orkester, K. 276

- Te Deum, K. 141
- Exsultate, jubilate, K. 165

To aftansange:
- Vesperae de Dominica i C, K. 321
- Vesperae solennes de confessore, K. 339 (1780)
- Kyrie i D-moll, K. 341
- Ave verum corpus, K. 618

Desuden fire litanier, mange offertorium, salmer, motetter og andre fragmenter fra messer.

## Kirkesonater
- Kirkesonate nr. 1 i Es K. 41h (1772)
- Kirkesonate nr. 2 i B K. 68 (1772)
- Kirkesonate nr. 3 i D K. 69 (1772)
- Kirkesonate nr. 4 i D, K. 144 (1772)
- Kirkesonate nr. 5 i F, K. 145 (1772)
- Kirkesonate nr. 6 i B, K. 212 (1775)
- Kirkesonate nr. 7 i F, K. 241a (1776)
- Kirkesonate nr. 8 i A, K. 241b (1776)
- Kirkesonate nr. 9 i G, K. 241 (1776)
- Kirkesonate nr. 10 i F, K. 244 (1776)
- Kirkesonate nr. 11 i D, K. 245 (1776)
- Kirkesonate nr. 12 i C, K. 263 (1776)
- Kirkesonate nr. 13 i G, K. 274 (1777)
- Kirkesonate nr. 14 i C, K. 278 (1777)
- Kirkesonate nr. 15 i C, K. 328 (1779)
- Kirkesonate nr. 16 i C, K. 329 (1779)
- Kirkesonate nr. 17 i C, K. 336 (1780)

## Orgelmusik
- Fuga i Es-dur, K. 153 (375f)
- Fuga i G-mol, K. 154 (385k)
- Ouverture i C-dur, K. 399 (385i)
- Fuga i G-mol, K. 401 (375e)
- Eine kleine Gigue, K. 574
- Adagio og Allegro i F-mol for mekanisk orgel, K. 594 (1790)
- Fantasia i F-mol for mekanisk orgel, K. 608 (1791)
- Andante i F for lille mekanisk orgel, K. 616 (1791)

## Operaer
- Die Schuldigkeit des ersten Gebots, K. 35 (1767)
- Apollo et Hyacinthus, K. 38 (1767)
- Bastien und Bastienne, K. 50=46b (1768)
- La finta semplice, K. 51 (1768)
- Mitridate, re di Ponto, K. 87 (1770)
- Ascanio i Alba, K. 111 (1771)
- Betulia liberata, an oratorio, K. 118=74c (1771)
- Il sogno di Scipione, K. 126 (1772)
- Lucio Silla, K. 135 (1772)
- Thamos, König i Ägypten (1773, 1775)
- La finta giardiniera, K. 196 (1774–75)
- Il re pastore, K. 208 (1775)
- Zaide, K. 344 (1779)
- Idomeneo, K. 366 (1781)
- Die Entführung aus dem Serail, K. 384 (1782)
- L'oca del Cairo, K. 422 (1783)
- Lo sposo deluso, K. 430
- Der Schauspieldirektor, K. 486 (1786)
- Le nozze di Figaro, K. 492 (1786)
- Don Giovanni, K. 527 (1787)
- Così fan tutte, K. 588 (1789)
- Die Zauberflöte, K. 620 (1791)
- La clemenza di Tito, K. 621 (1791)